# Elliptio dariensis
Elliptio dariensis är en musselart som först beskrevs av I. Lea 1842.  Elliptio dariensis ingår i släktet Elliptio och familjen målarmusslor. IUCN kategoriserar arten globalt som nära hotad. Inga underarter finns listade i Catalogue of Life.